# Кантони Луксембурга
Орузи Луксембурга су подељени у дванаест кантона. У кантонима има укупно 116 насеља.
1. Округ Дикирх
  - Дикирх (2)
  - Клерво (3)
  - Реданж (9)
  - Вианден (11)
  - Вилц (12)
2. Округ Гревенмахер
  - Гревенмахер (4)
  - Ехтернах (6)
  - Ремих (10)
3. Округ Луксембург
  - Луксембург (1)
  - Капелен (5)
  - Еш-сур-Алзет (7)
  - Мерш (8)